# Neverin
Neverin er en kommune i LandkreisMecklenburgische Seenplatte i delstaten Mecklenburg-Vorpommern i Tyskland. Det er sædet for amtet af samme navn, med elleve andre kommuner.

## Geografi
Neverin ligger midt i det bakkede og sørige glaciale morænelandskab omkring ti kilometer nordøst for Neubrandenburg.
Kommunen omfatter bydelene Neverin og Glocksin.

## Historie

### Neverin
Neverin blev første gang nævnt i 1385 som Neveryn . Stednavnet er afledt af slaviske sprog og betyder noget i retning af sted i Nevera (vantro). Tidligere har der været et slot i lokalområdet, som intet kan ses af bortset fra et par små rester. Herregården var ejet af familierne von Arnim (fra omkring 1694), von Berg (fra 1713), von Dewitz (fra 1720), von Gloeden (fra 1759), von Bothmer (fra 1765), von Dewitz (fra 1783) og von Behr - Negendank (1812–1945). Kun få strukturelle rester er tilbage af godset. Den klassiske herregård bygget omkring 1800 blev sprængt og ryddet væk i 1985/87.

### Glocksin
Glocksin blev første gang nævnt i 1337. Oswald Ihlenfeld var i det 15 århundrede ejer af den lokale herregård, som blev købt i 1609/1613 af byen Neubrandenburg. Godset blev solgt under Trediveårskrigen. I 1791 købte gehejmeråd Ludwig Anton Seib godset, som forblev i familien. En smedje blev bygget i 1802, kirken i 1805, skolen i 1870 og en banegård i 1884. Efter 1945 mistede familien Seib godset til staten. Efter 1995 blev der bygget nye huse og i 2003 blev kirken renoveret.

## Seværdigheder
- Neverin:
  - Gotisk stenkirke fra 1200-tallet; omkring 1770 blev kirken ombygget og pudset.
  - Gammelt vandtårn
- Glocksin landsbykirke som er en bindingsværksbygning

## Trafik
Bundesautobahn 20 løber øst for samfundet ( Neubrandenburg-Nord forbindelse omkring otte kilometer væk). De nærmeste togstationer er i Neubrandenburg og Altentreptow.